# Cyphia alba
Cyphia alba là loài thực vật có hoa trong họ Hoa chuông. Loài này được N.E.Br. mô tả khoa học đầu tiên năm 1906.